# Hiram Rhodes Revels
Hiram Rhodes Revels (Fayetteville, 27 settembre 1827 – Aberdeen, 16 gennaio 1901) è stato un politico, religioso e educatore statunitense, primo afroamericano ad essere eletto al Senato e, dal momento che la sua nomina fu precedente anche alla prima di un afroamericano alla Camera dei Rappresentanti, primo afroamericano in assoluto a venire eletto al Congresso.
Rappresentò il Mississippi nel 1870 e nel 1871, durante il periodo della Ricostruzione nel corso della presidenza di Ulysses S. Grant. Nel 2002 lo studioso Molefi Kete Asante lo ha inserito nella lista dei 100 afroamericani più importanti della storia. A tutto il 2019 Revels è uno dei soli undici afroamericani ad essere stati eletti al Senato degli Stati Uniti.

## Giovinezza
Revels nasce libero, figlio di un uomo libero di ascendenze miste e di una donna bianca di origine scozzese. L'istruzione di base gli viene impartita da un'istitutrice nera. Nel 1838 va a vivere con il fratello, Elias B. Revels, a Lincolnton in Carolina del Nord e fa l'apprendista barbiere nella bottega del fratello stesso. Elias muore nel 1841 e la sua vedova Mary gli lascia i suoi beni prima di risposarsi.
Revels frequenta quindi il Seminario quacchero della Contea di Union in Indiana e, dal 1856-57, lo Knox College di Galesburg in Illinois. Studia anche in un seminario per neri in Ohio. Nel 1845 viene ordinato sacerdote e in tale qualità nel decennio del 1850 va a predicare in Indiana, Illinois, Ohio, Tennessee, Missouri, Kansas e Maryland per conto della Chiesa africana metodista episcopale. In seguito ricorderà "A volte ho incontrato una forte opposizione. Nel 1854 in Missouri mi misero in carcere per aver predicato il Vangelo ai neri, anche se in effetti non mi è stata mai usata violenza". Fonda anche una scuola privata.
Come cappellano militare Revels aiuta a radunare due reggimenti neri in Maryland e Missouri per l'esercito dell'Unione durante la guerra di secessione americana, e prende parte alla battaglia di Vicksburg in Mississippi.

## Carriera politica
Nel 1865 Revels ritorna a fare il pastore e viene assegnato per un breve periodo alla cura delle chiese AME di Leavenworth in Kansas e di New Orleans. L'anno seguente gli viene assegnata la carica definitiva di pastore a Natchez, in Mississippi, dove si stabilisce con la moglie e le cinque figlie, svolgendo la sua attività pastorale e fondando scuole per bambini afroamericani.
Durante il periodo della Ricostruzione, nel 1868 viene eletto consigliere comunale anziano di Natchez e, l'anno successivo, scelto per rappresentare la Contea di Adams al Senato del Mississippi. Come spiega John R. Lynch:
(John R. Lynch in The Facts of Reconstruction )
Nel gennaio 1870 Revels tiene uno straordinario discorso in occasione dell'apertura della nuova legislatura dello Stato. Di nuovo Lynch:
(John R. Lynch in The Facts of Reconstruction )

### L'elezione al Senato
All'epoca il parlamento statale eleggeva direttamente i senatori degli Stati Uniti. Revels viene eletto dal Senato del Mississippi con 81 voti a favore e 15 contrari a uno dei due seggi senatoriali spettanti a quello Stato e rimasti vacanti dopo la guerra civile. Il suo predecessore, Albert G. Brown, si era dimesso nel 1861.
L'elezione di Revels viene contrastata dai Democratici conservatori del sud, che si rifanno alla sentenza Dred Scott contro Sandford che molti considerano essere stata una delle principali cause dello scoppio della guerra civile. Sostengono che nessun nero era cittadino americano prima che il XIV emendamento fosse stato ratificato nel 1868. Dal momento che per essere eletti al Senato sono richiesti almeno nove anni di piena cittadinanza, gli oppositori di Revels concludono quindi che non può essere eletto perché è cittadino da soli due anni. I suoi sostenitori controbattono che la sentenza Dred Scott si applica solo ai neri di puro sangue africano. Revels è di origine mista bianca e nera quindi, dicono, non vi rientra ed è di conseguenza cittadino americano da sempre. Questa tesi finisce per prevalere e, il 25 febbraio 1870, Revels con una conta dei voti di 48 a 8 diventa il primo nero ad ottenere un seggio al Senato degli Stati Uniti.

### L'attività al Senato
Revels agisce in favore di una politica tesa al compromesso e alla moderazione. Vigoroso sostenitore dell'eguaglianza razziale, tenta di rassicurare i senatori riguardo alle capacità dei neri. Nel suo primo discorso al Senato, il 16 marzo 1870, per cercare di far reintegrare i membri neri dell'Assemblea generale della Georgia che erano stati illegalmente espulsi da quelli bianchi dichiara "Io affermo che il passato della mia razza è un chiaro indicatore dei sentimenti che oggi li animano. Per migliorare la propria condizione non intendono sacrificare uno solo degli interessi dei cittadini bianchi loro pari."
Fa parte sia della Commissione per l'istruzione e il lavoro che della Commissione per il Distretto di Columbia. L'attenzione del Senato si concentra per lo più sui problemi della ricostruzione. Mentre i Repubblicani radicali sostengono la necessità di continuare a punire gli ex-confederati, Revels è favorevole ad un'amnistia e alla restituzione della piena cittadinanza a condizione che si giuri fedeltà e lealtà agli Stati Uniti.
Il mandato di Revels dura un anno, dal febbraio 1870 al 3 marzo 1871. In questo periodo si batte con pacatezza per l'eguaglianza, anche se senza molto successo. Si schiera contro un emendamento proposto dal Senatore Allen G. Thurman che propone di mantenere la segregazione razziale nelle scuole di Washington. Propone un giovane nero per l'ammissione all'Accademia Militare degli Stati Uniti, anche se poi la stessa viene rifiutata. Ottiene un successo nella difesa della causa dei lavoratori neri a cui era stato impedito di lavorare all'Arsenale navale di Washington per il colore della loro pelle.
Revels viene lodato dai giornali per le sue capacità di oratore. Il suo modo di agire al Senato, insieme a quello degli afroamericani eletti alla Camera dei Rappresentanti spinge un contemporaneo bianco, James G. Blaine, a dire:
(James G. Blaine)
Alcuni dei progetti di legge in cui Revels si impegna si propongono di assegnare terre e diritti di passaggio per aiutare la costruzione della New Orleans and Northeastern Railroad e degli argini sul fiume Mississippi

## Rettore al college
Revels si dimette due mesi prima del termine del suo mandato e viene nominato rettore dell'Alcorn Agricultural and Mechanical College (poi diventata Alcorn State University) nella Contea di Claiborne in Mississippi, dove oltre a ricoprire quest'incarico insegna filosofia. Nel 1873 si congeda temporaneamente da Alcorn per fare il Segretario di stato del Mississippi ad interim.
Nel 1874 viene rimosso dall'incarico ad Alcorn per aver sostenuto la campagna contro la rielezione a Governatore del Mississippi di Adelbert Ames. Il posto gli viene riassegnato nel 1876 dalla nuova amministrazione democratica e lo mantiene fino al giorno in cui decide di ritirarsi, nel 1882.
Il 6 novembre 1875 Revels, repubblicano, aveva scritto una lettera al Presidente degli Stati Uniti Ulysses S. Grant, anch'egli repubblicano, che aveva avuto un'ampia eco. Revels denunciava Ames e i Carpetbagger di aver manipolato il voto dei neri a proprio vantaggio e di aver mantenuto volontariamente vivi i rancori del tempo di guerra:
(Hiram Rhodes Revels)
Revels continua inoltre la propria attività pastorale. Per un certo periodo cura la pubblicazione del Southwestern Christian Advocate e insegna teologia allo Shaw College (oggi Rust College), fondato nel 1866 a Holly Springs, dove si era stabilito con la famiglia. Revels muore il 16 gennaio 1901, mentre assiste ad una riunione in una chiesa di Aberdeen, in Mississippi.